# Мурад Магомедов
Мурад Магомедов (івр. מוראד_מגמאדוב, нар. 25 вересня 1973, Махачкала) — радянський, російський та ізраїльський футболіст, захисник.

## Клубна кар'єра
Вихованець дагестанського футболу, перший тренер Рафаель Сафаров. Вчився разом з Михайлом Купріяновим і Нарвіком Сирхаєвим. Ще будучи учнем школи, виступав за махачкалінське «Динамо».
У 1992 році запрошений в «Жемчужину» (Сочі), де провів три сезони, зігравши в цей час також
У 1994 році, після того як перестав потрапляти в основу «Жемчужини», перейшов в ізраїльський «Маккабі» (Петах-Тіква), де провів більшу частину кар'єри. Зіграв майже 450 матчів в ізраїльській вищій лізі, тривалий час був капітаном команди, неодноразово визнавався найкращим ліберо сезону.
У травні 2011 року вирішив завершити ігрову кар'єру і увійшов до тренерського штабу команди. Втім у 2012 році, коли команда вилетіла у другий дивізіон, Магомедов вирішив повернутись на поле і став граючим тренером клубу. Наприкінці сезону 2012/13, після того, як «Маккабі» (Петах-Тіква) повернувся до Прем'єр-ліги, Магомедов знову оголосив про завершення кар'єри, зайнявши посаду у молодіжній команді клубу. Після завершення кар'єри в цьому клубі за ним навічно була закріплена футболка з номером 4 на спині.
Паралельно із роботою у академії «Маккабі», Магомедов грав за нижчолігові ізраїльські клуби «Маккабі Іроні Амішав» та «Іроні Бейт». У січні 2019 року Магомедов був призначений тренером першої команди «Маккабі» (Петах-Тіква) після звільнення Еліша Леві. Приблизно через два тижні він залишив посаду, визнавши, що вважає, що на цю посаду повинен бути призначений досвідчений тренер, яким став Гай Лузон.

## Збірна
У складі молодіжної збірної Росії брав участь у молодіжному чемпіонаті світу 1993 року в Австралії, дійшовши з командою до чвертьфіналу.
В 2003 році отримав ізраїльський паспорт і запрошення данського спеціаліста Ріхарда Меллер-Нільсена, який працював зі збірною Ізраїлю, і був включений до складу збірної, але ФІФА не дозволила Магомедову виступати за ізраїльтян через участь на молодіжному ЧС-1993 за Росію.

## Досягнення
- Чемпіон першої ліги (Зона «Захід») Росії — 1992
- Володар Кубка Тото: 2000, 2004

## Особисте життя
За національністю — кумик. Дружина Зарема, діти — син Ілія, Іссая і дочка Даліла.